# 桑格莱地区皮埃尔菲特
桑格莱地区皮埃尔菲特（法語：Pierrefitte-en-Cinglais，法語發音：[pjɛʁfit ɑ̃ sɛ̃ɡlɛ] ⓘ）是法国卡尔瓦多斯省的一个市镇，属于卡昂区。

## 地理
桑格莱地区皮埃尔菲特（48°54'11"N, 0°23'17"W）面积10.72 平方千米，位于法国诺曼底大区卡爾瓦多斯省，该省份为法国西北部沿海省份，北濒大西洋英吉利海峡，东北与滨海塞纳省以海上边界相接，东临厄尔省，南至奧恩省，西与芒什省接壤。
与桑格莱地区皮埃尔菲特接壤的市镇（或旧市镇、城区）包括：博讷伊、科塞斯维尔、多奈、拉波姆赖、圣奥梅尔、特雷普雷勒、蓬杜伊。
桑格莱地区皮埃尔菲特的时区为UTC+01:00、UTC+02:00（夏令时）。

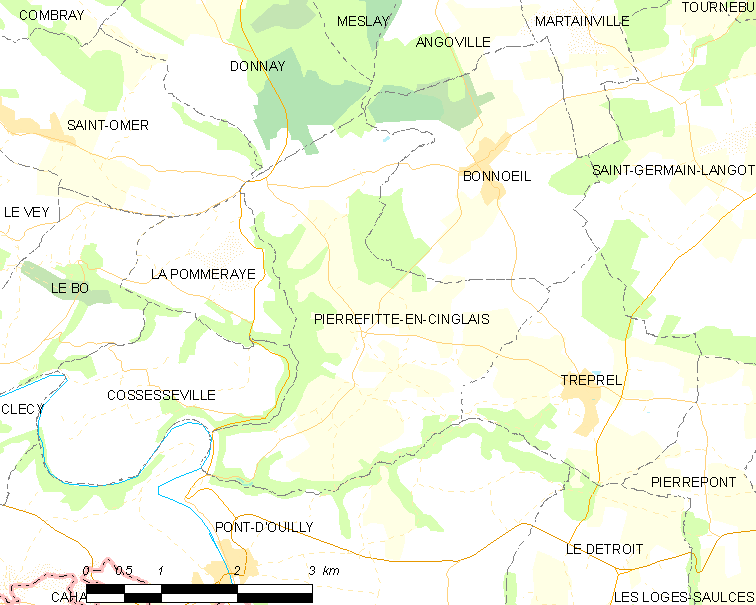
桑格莱地区皮埃尔菲特的OSM定位图

## 行政
桑格莱地区皮埃尔菲特的邮政编码为14690，INSEE市镇编码为14501。

## 政治
桑格莱地区皮埃尔菲特所属的省级选区为法莱斯县。

## 人口

1962-2008年间桑格莱地区皮埃尔菲特人口变化图示

桑格莱地区皮埃尔菲特于2022年1月1日时的人口数量为237人。